# Grška jelka
Grška jelka (znanstveno ime Abies cephalonica) je iglasto drevo, ki je samoniklo v goratih predelih Grčije.

## Opis
Grška jelka doseže v višino od 20 do 35, izjemoma do 40 m, njeno deblo pa lahko ima premer do 1 m. Krošnja je sprva stožčasta, pri starejših drevesih postane široka in neenakomerna. Veje so pokončne do razprte. Črtalaste iglice so gladke, bleščeče, ploščate in koničaste, dolge od 2 do 3 cm in široke okoli 2 mm. Po zgornji strani so temno zelene, po spodnji pa belo-zelene barve. Cvetovi so manj opazni. Moška in ženska socvetja so ločena na isti rastlini. Plodovi so koničasti in podolgovati storži z nazaj zavihanimi luskami, dolgi med 10 in 16 cm. Njihova zunanjost je smolnata, barva pa zeleno-rjava. 

## Razširjenost in uporabnost
Grška jelka je samonikla v goratih predelih Grčije in je danes najbolj razširjena predvsem na Poloponezu in na Kefaloniji. Zelo dobro prenaša vročino in sušo.
Les grške jelke je bil v preteklosti pogosto uporabljan za gradnjo, danes pa je, zaradi vse večje redkosti drevesa, manj pomemben.